# Paul Van Roosbroeck
Paul Franciscus Maria Josephus Van Roosbroeck (Heist-op-den-Berg, 25 juni 1883 - Vilvoorde, 22 januari 1954) was een Belgisch politicus voor het Katholiek Verbond van België en de CVP.

## Levensloop
Paul Van Roosbroeck werd in navolging van zijn vader Joseph Van Roosbroeck (1840) handelaar.
In 1926 werd hij verkozen tot gemeenteraadslid van zijn gemeente en werd er in 1933 burgemeester, wat hij bleef tot in 1946, met een door de Duitse bezetter gedwongen onderbreking tijdens de Tweede Wereldoorlog van 1943 tot 1944. In deze periode was Hendrik Corten (VNV) burgemeester. Van 1936 tot 1946 was hij ook provincieraadslid.
Hij stond enkele malen op de kieslijst voor de Kamer van volksvertegenwoordigers en Senaat, zonder te worden verkozen. In 1949 werd hij verkozen tot CVP-senator voor het arrondissement Mechelen-Turnhout en vervulde dit mandaat tot aan zijn dood.
Heist-op-den-Berg heeft een Paul Van Roosbroecklaan.